# Parco Est delle Cave
Il Parco Est delle Cave è un'area protetta di interesse sovracomunale istituita nel 2006 che si sviluppa a est di Milano, tra il Parco Regionale della Valle del Lambro e il Parco dell'Adda Nord. Al suo interno si trovano diverse cave, molte delle quali sono state recuperate e trasformate in parchi pubblici.
Il suo territorio comprende i comuni di Brugherio, Carugate, Cernusco sul Naviglio, Cologno Monzese e Vimodrone e copre una superficie di 573 ettari.